# すきま風 (杉良太郎の曲)
「すきま風」（すきまかぜ）は、1976年10月1日にリリースされた日本の俳優で歌手・杉良太郎のシングルであり、彼の歌手としての代表曲の一つである。また同収録の『ぼけたらあかん長生きしなはれ』も代表曲の一つである。

## 概要
作詞はいではく、作曲は遠藤実による。オリジナル版の編曲は京建輔で、この3人は本作の半年後に発売されロングヒットとなった千昌夫の「北国の春」も手掛けている。
杉が主演したNET→テレビ朝日の時代劇『遠山の金さん』のエンディングに使われた。オリコンシングルチャートの最高位は25位（1979年6月4日付）だが、100位圏内に147週も入るロングヒットとなった。この記録は、中島みゆきの「地上の星/ヘッドライト・テールライト」に2003年に抜かれるまでオリコン史上最長記録だった。2019年9月23日付時点ではSMAPの「世界に一つだけの花（シングル・ヴァージョン）」、中島みゆきの「地上の星/ヘッドライト・テールライト」、夏川りみの「涙そうそう」、山下達郎の「クリスマス・イブ」に続いて歴代5位である。
1980年時点でのレコード売上は85万枚または100万枚を超える。
1980年4月には美空ひばりがオリジナル・アルバム『おまえに惚れた』で、1981年11月には藤圭子がアルバム『螢火-右･左-』で当曲をカバーしている。
テイチクエンタテインメント移籍後、1994年11月23日発売のベストアルバム『全曲集'95〜芸能活動三十周年記念盤〜』に再録音版が収録され、シングルカットもされている。テイチク版の編曲は丸山雅仁。

### 収録曲
1976年オリジナル盤
1. すきま風
作詞：いではく、作曲：遠藤実、編曲：京建輔
2. 幸せホテル
作詞・作曲：遠藤実、編曲：京建輔

1991年盤
1. すきま風
2. すきま風（カラオケ）
3. なやみ
4. なやみ（カラオケ）

1992年盤・1994年盤
1. すきま風
2. すきま風（カラオケ）
3. 男の人生
作詞：藤田まさと、作曲：遠藤実
4. 男の人生（カラオケ）

1993年盤
1. すきま風
2. すきま風（カラオケ）
3. 明日の詩
作詞：いではく、作曲：遠藤実
4. 明日の詩（カラオケ）

1995年2月盤
1. すきま風（再録音版）
2. 風が吹くまま
3. すきま風（カラオケ）
4. 風が吹くまま（カラオケ）

1995年8月盤
1. すきま風
2. すきま風（カラオケ）
3. 雪の宿
4. 雪の宿（カラオケ）

1996年盤
1. すきま風
2. すきま風（カラオケ）
3. 流離
4. 流離（カラオケ）

2002年盤
1. すきま風（再録音版）
2. すきま風（オリジナル・メロ入りカラオケ）
3. 夢の中まで
作詞：いではく、作曲：遠藤実
4. 夢の中まで（オリジナル・メロ入りカラオケ）
5. 明日の詩
6. 明日の詩（オリジナル・メロ入りカラオケ）

2005年盤
1. すきま風（再録音版）
2. ぼけたらあかん長生きしなはれ
作詞：天牛将富、作曲：遠藤実
3. すきま風（カラオケ）
4. ぼけたらあかん長生きしなはれ（カラオケ）

2012年盤
1. すきま風（再録音版）
2. おもいでの神戸 
作詞：坂口照幸、作曲：弦哲也
3. はぐれ道 
作詞・作曲：大地良
4. すきま風（オリジナル・カラオケ）
5. おもいでの神戸（オリジナル・カラオケ）
6. はぐれ道（オリジナル・カラオケ）